# Свидание вслепую (фильм, 1959)
«Свидание вслепую» (англ. Blind Date), в США — «Случайная встреча» (англ. Chance Meeting), — британский мистический фильм, снятый Джозефом Лоузи в 1959 году. Главные роли исполнили Харди Крюгер, Стэнли Бейкер и Мишлин Прель. Инспектор полиции Морган расследует убийство женщины, а главным подозреваемым в деле становится её любовник.
Картина была номинирована на премию BAFTA за лучший сценарий для британского фильма.

## Сюжет
Ян Ван Ройер работает в художественной галерее и даёт частные уроки рисования Жаклин Кусто, богатой женщине, которая становится его любовницей. Однажды Жаклин находят мёртвой, а основным подозреваемым по делу, которое ведёт детектив Морган, становится Ван Ройер. Следствие приходит к выводу, что доказательств его виновности нет, но некоторое время спустя появляются новые обстоятельства случившегося, бросающие тень на молодого художника.

## В ролях
- Харди Крюгер — Ян Ван Ройер
- Стэнли Бейкер — детектив Морган
- Мишлин Прель — Жаклин Кусто
- Джон Ван Эйссен — детектив Вестовер
- Гордон Джексон — сержант
- Роберт Флеминг — Брайан Льюис
- Джек Макгоуран — почтальон
- Редмонд Филлипс — эксперт-криминалист
- Ли Монтегю — сержант

## Критика
Газета The New York Times написала, что это «захватывающий фильм», отметив превосходную режиссуру: «Он поразительно искусный техник с бдительным и язвительным личным стилем».